# RTL Nieuws

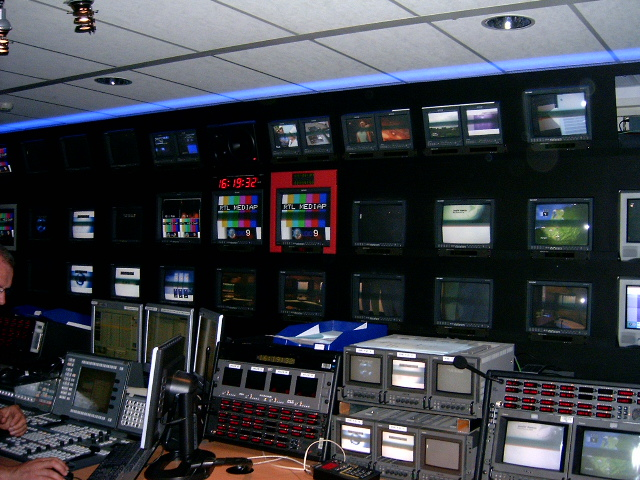
De regie bevindt zich op dezelfde etage als de studio.

RTL Nieuws is het nieuwsprogramma van RTL en maakt samen met onder meer Editie NL, RTL Z, RTL Weer en Buienradar deel uit van de RTL Nieuws BV. Sinds 2020 werken de redacties van de avondpraatprogramma's op RTL 4 ook samen met de nieuwsorganisatie.

## Geschiedenis

### RTL Nieuws
Het nieuwsprogramma begon op 2 oktober 1989 om 18.00 uur als het Veronique Nieuws. Tijdens de Véronique Ontbijtshow, die werd gepresenteerd door Catherine Keyl en Marc Jacobs tussen 07.00 en 09.00 uur, las Jan de Hoop ieder half uur het nieuws. Later op de dag was er om 18.00 uur een uitzending met Jeroen Pauw en om 22.00 uur een bulletin met het duo Pauw en Loretta Schrijver. Op 14 februari 1990 werd de uitzending van 22.00 uur verplaatst naar 19.30 uur en kwam er een late uitzending rond 23.30 uur bij.
In september 1990 werd het Véronique Nieuws omgedoopt in het RTL 4 Nieuws. Tevens werd de Véronique Ontbijtshow vervangen door het RTL 4 Ontbijtnieuws; in acht blokken van vijftien minuten werd de kijker op de hoogte gebracht van het laatste nieuws, weer en verkeer. Later kwamen er vier blokken van elk een half uur. Het Ontbijtnieuws in deze vorm werd gepresenteerd door De Hoop en Marc Jacobs. Vanwege de lage kijkcijfers werd vanaf januari 1991 alweer gekozen voor een andere opzet: er kwamen nieuwsbulletins van 5 minuten en tussendoor werden er cartoons en series uitgezonden.
In de loop van 1995 verviel de 4 in de naam van het programma en nam het de huidige naam dus aan; RTL Nieuws.
Tot en met 27 oktober 2006 was er op RTL 4 een aantal jaar een bulletin om 17.00 uur. Tevens was er tot en met eind 2017 jarenlang een bulletin om 16.00 uur op dezelfde zender. De daguitzendingen van het nieuws verhuisden in 2015 reeds grotendeels naar RTL Z.
In het verleden verzorgde het RTL Nieuws ook radio-uitzendingen op de inmiddels verdwenen zenders RTL 4 Radio, RTL Radio, Happy RTL, RTL Rock Radio, RTL FM en Yorin FM.
RTL Nederland werkte al langere tijd aan het één worden van verschillende websites en applicaties. In het voorjaar van 2024 werd zodoende een nieuwe website gelanceerd waarbij RTL Nieuws, RTL Boulevard en videofragmenten van de RTL-programma's gecombineerd worden. Ook kwam er een nieuwe applicatie, de RTL Nieuws & Entertainment App, in plaats van de separate RTL Nieuws- en RTL Boulevard-applicaties. Met ingang van 1 augustus 2024 ging de organisatie een samenwerking aan met Clear Channel om het nieuws uit de app op ruim 630 digitale schermen door heel Nederland onder de aandacht te brengen.

### RTL Nieuwspanel
In 2023 werd het RTL Nieuwspanel geïntroduceerd. Met het panel wilde het programma iedereen een stem geven in artikelen, nieuwsprogramma's en aan de talkshowtafels van RTL. De vrijwillige deelnemers aan dit panel krijgen regelmatig online een vragenlijst toegestuurd over de actualiteit.

### RTL Z
Sinds 6 juni 2001 brengt het RTL Nieuws ook financieel-economisch nieuws met het programma RTL Z. Dit programma werd in de beginjaren op RTL 5 uitgezonden, maar de bulletins verhuisden op 12 augustus 2005 naar RTL 7. Op 7 september 2015 werd het programma een zelfstandige zender op een eigen kanaal. In november 2004 werd het financieel-economische programma al uitgebreid met algemene nieuwsuitzendingen. Op televisiezender RTL Z is er veel aandacht voor ondernemend Nederland, de Amsterdamse beurs, politiek, actualiteiten, documentaires en lifestyle.

## Huidige uitzendingen

### RTL 4

#### Ochtend
Op werkdagen wordt om 6.30, 7.00, 7.15, 8.00 en 8.20 uur het RTL Ontbijtnieuws uitgezonden. Deze uitzendingen worden steeds tot de volgende uitzending herhaald. Om 9.00 uur is er nog een korte uitzending die niet herhaald wordt.
Het RTL Ontbijtnieuws begint met het noemen van de twee hoofdpunten van de uitzending en een kort weerbericht, waarna de leader volgt. Hierna volgen drie of vier onderwerpen. Vervolgens worden er korte berichten doorgenomen om daarna nog twee onderwerpen te behandelen. Dan volgt een mediaoverzicht van die ochtend, waarbij meestal vier of vijf berichten uit verschillende landelijke en internationale media worden uitgelicht. Hierna volgt een luchtig onderwerp en daarna het RTL Weer, met het weer van die dag en een vooruitblik op het weer voor de komende dagen. In de zomer wordt ook het weer in verschillende populaire vakantiegebieden gegeven.

#### Avond
Op alle dagen zijn er in de avond nieuwsbulletins om 18.00 uur, 19.30 uur en het late nieuws rond 23.30 uur. Deze uitzendingen hebben een lengte van respectievelijk tien, twintig en vijftien minuten. Alleen het late nieuws duurt in het weekend korter, namelijk acht minuten. Alle uitzendingen hebben een eigen leader.
Het zesuurnieuws begint met het noemen van de drie hoofdpunten van de uitzending, waarna de leader start. Dan worden er vijf à zes onderwerpen behandeld. Dan volgen de kortere onderwerpen en vervolgens volgt er nog een laatste nieuwsitem. In het weekend start de leader direct.
Het halfachtnieuws begint met een van de presentatoren die het hoofdpunt noemt waarna er een kort filmpje te zien is, dan volgen er drie andere punten van de uitzending. Vervolgens wordt de datum genoemd en start de leader. Eerst wordt er geopend met het belangrijkste nieuws van die dag, daarna volgen zeven à acht onderwerpen. Daarbij worden eventueel ook kruisgesprekken gevoerd met verslaggevers in Nederland en/of correspondenten over de hele wereld. Tussen de grote onderwerpen door is er twee keer een blok met korte onderwerpen. Tot slot wordt er nog kort gekeken naar het weer met de weerpresentator die die dag presenteert. In de zondagsuitzending is vaak een circa acht minuten durend weekoverzicht opgenomen.
In het late nieuws wordt er gekeken naar het laatste nieuws van die avond, maar ook worden er belangrijke onderwerpen van eerder op die dag behandeld. Het nieuws wordt afgesloten met een luchtig onderwerp, dat op werkdagen de dag daarna ook terug te zien is in het RTL Ontbijtnieuws.

### RTL Z Nieuws
RTL Z Nieuws is er op weekdagen van 9.00 t/m 17.00 uur met elk uur een nieuw bulletin van ongeveer 10 minuten. Hierin wordt het economisch nieuws gebracht en is vaak een gesprek met een van de beurscommentatoren. Deze uitzendingen worden tot de volgende uitzending herhaald. Soms wordt dit onderbroken door andere informatieve programma's. Om 17.30 uur is er een laatste nieuwsuitzending, waarin de beursdag wordt afgesloten.

## Studio
De nieuwsuitzendingen van de RTL Nieuwsgroep worden gepresenteerd vanuit Studio 9 en Studio 14 op het Media Park in Hilversum. 

### 2014-2025
De huidige vormgeving werd in gebruik genomen op 5 mei 2014 om 19.30 uur. Sindsdien zenden alle uitzendingen volledig in HD-kwaliteit uit. De regie is uitgerust met geautomatiseerde uitzendsystemen. Hierdoor is het mogelijk om uitzendingen met te maken met maar twee personen in de regie. Het vernieuwde uitzendsysteem ondersteunt daarnaast aangevulde realiteit en virtuele werkelijkheid. Bij virtuele realiteit werken de presentatoren met drie grote schermen. De informatie of videobeelden worden op de schermen getoond. Bij aangevulde realiteit verschijnen er grafische beelden, zoals een staafdiagram, in de studio als een 3D-beeld. Wanneer de camera gaat bewegen, bewegen de beelden in perspectief mee. De omvangrijke metamorfose werd diverse keren uitgesteld, omdat de techniek nog niet helemaal goed werkte en de presentatoren meer moesten oefenen.
Vanaf 2 juni 2025 ondergaat Studio 9 een maandenlange verbouwing, vanwege de komst van nieuwe vormgeving. De uitzendingen komen tijdelijk uit Studio 14, waar gebruikelijk de studio-uitzendingen van RTL Z vandaan komen. RTL Z Nieuws is tijdelijk verhuist naar een studio op de redactievloer.

## Redactie
Bij de RTL Nieuwsgroep werken op de redactie 165 medewerkers. De RTL Nieuwsgroep bestaat uit het RTL Nieuws, Editie NL, RTL Z en het RTL Weer. De redactie zit in Studio 14.

## Presentatoren
RTL Nieuws heeft een aantal vaste nieuwslezers. Voorheen had iedere nieuwsuitzending een vaste presentator. In de jaren negentig presenteerden Margreet Spijker en Roland Koopman afwisselend het zesuurnieuws en Rick Nieman het late nieuws. Sinds eind jaren negentig zijn er per dagdeel vaste presentatoren.

### RTL Ontbijtnieuws
Jan de Hoop was van 1989 tot en met 2022 de vaste presentator van de ochtendbulletins. Hij werd opgevolgd door Robbie Kammeijer. Op dagen dat de vaste presentator geen dienst heeft/had zijn/waren Femke Wolthuis (2003–2011), Sanne Staarink (2011–2019), Meike de Jong (2019-heden) en Boyan Ephraim (2021-heden) te zien.

### Duo's halfachtnieuws
Vanaf de start van RTL Nieuws kent de belangrijkste uitzending van maandag tot en met zaterdag een duopresentatie. Van 1989 tot en met 2018 presenteerde duo 1 in de even weken en duo 2 in de oneven weken. Vanaf 2019 presenteren duo 1 en duo 2 om de beurt van donderdag tot en met de volgende week woensdag het nieuws. De volgende duo's zijn in de loop der jaren beeldbepalend geweest:
Duo 1
- 1989–2000: Jeroen Pauw & Loretta Schrijver
- 2000–2003: Jeroen Latijnhouwers & Elsemieke Havenga
- 2003–2007: Roelof Hemmen & Loretta Schrijver
- 2007–2010: Roelof Hemmen & Mariëlle Tweebeeke
- 2010–2014: Roelof Hemmen & Margreet Spijker
- 2014–2016: Roelof Hemmen & Daphne Lammers
- 2016–heden: Pepijn Crone / Peter van Zadelhoff & Daphne Lammers

Duo 2
- 1991–1994: Sander Simons & Vivian Boelen
- 1994–1998: Leo de Later & Margriet Vroomans
- 1998–1999: Rick Nieman & Margriet Vroomans
- 1999–2013: Rick Nieman & Suzanne Bosman
- 2013–2014: Rick Nieman & Daphne Lammers
- 2014–2015: Rick Nieman & Merel Westrik
- 2015–2019: Antoin Peeters & Merel Westrik
- 2020–heden: Antoin Peeters & Anita Sara Nederlof[15]

Op 23 juli 2014, de dag van Nationale rouw in Nederland naar aanleiding van de ramp met vlucht MH17, presenteerden eenmalig twee vrouwen het halfachtnieuws. Daphne Lammers en Jetske Schrijver lazen toen het nieuws dat iets voor 20.00 uur begon.
Tijdens het begin van de coronacrisis, van 17 maart 2020 tot 28 april 2020, verruilde RTL Nieuws tijdelijk de duopresentatie voor enkelpresentatie. Het halfachtnieuws werd in de studio gepresenteerd door één presentator. De andere presentator leverde een bijdrage vanaf de redactie. Nadat een andere presentatiedesk was neergezet, zodat de presentatoren anderhalve meter afstand konden houden, keerde de duopresentatie terug.

### Zondag
Ook zijn er altijd al invalpresentatoren geweest die ook het nieuws op zondag lazen, vaak was dit een opstapje om hoofdpresentator van het nieuws te worden als een andere presentator ermee stopte. In de loop der jaren waren dit de invalpresentatoren voor de belangrijkste uitzendingen: Jaap van Meekren, Sander Simons, Vivian Boelen, Jan de Hoop, Edvard Niessing, Margreet Spijker, Antoin Peeters, Sanne Boswinkel, Daphne Lammers, Jetske Schrijver, Meike de Jong en Robbie Kammeijer.
Anno 2025 wordt het nieuws op zondag afwisselend gepresenteerd door Carien ten Have, Julius Patty of Jetske Schrijver.

### Huidige presentatoren per uitzending
| Uitzendingen                                               | Vaste presentatoren                                                                                | Vaste invallers |
| ---------------------------------------------------------- | -------------------------------------------------------------------------------------------------- | --- |
| Ontbijtnieuws 6.30–9.10 uur                                | Meike de Jong Robbie Kammeijer                                                                     | Boyan Ephraim Daan Nieber (tijdelijk)                                                                                   |
| RTL Z Nieuws 8.00–18.00 uur                                | Frederique Dormaar Ann-Lynn Hamelink Carien ten Have Frederieke Hegger Roland Koopman Sam Trompert | Meike de Jong Julius Patty (vroeg) Nils Rompen                                                                          |
| Avondnieuws (maandag t/m zaterdag) 18.00, 19.30 uur & laat | Pepijn Crone Daphne Lammers Anita Sara Nederlof Antoin Peeters Peter van Zadelhoff                 | Ann-Lynn Hamelink Carien ten Have Meike de Jong Robbie Kammeijer Anne van der Meer Julius Patty (laat) Jetske Schrijver |
| Avondnieuws (zondag) 18.00, 19.30 uur & laat               | Carien ten Have Jetske Schrijver Robbie Kammeijer Ann-Lynn Hamelink                                | Pepijn Crone Julius Patty (laat)                                                                                        |

## Huisstijl van RTL Nieuws

### Leadermuziek
De leadermuziek van RTL Nieuws is in de loop der jaren door verschillende componisten gecomponeerd. In alle leaders tussen 1992 en 2003 was een herkenbare melodie te horen, gecomponeerd door Fransman Michel Legrand. Deze melodie was bij verschillende zenders van RTL door heel Europa te horen, in eerste instantie bedoeld als uuropener op de radio, is de melodie gaandeweg geëvolueerd tot herkenningsmelodie voor de nieuwsprogramma's van RTL. In Luxemburg wordt de melodie sinds 2012 weer gebruikt in de nieuwstune. De melodieën van de televisie-uitzendingen werden in aangepaste vorm ook voor de radio-uitzendingen gebruikt. Yorin FM gebruikte wel andere deuntjes.
- 1989: PORS Impact
- 1990: Library Music
- 1991: Hans van Eijck (Aangepaste library track)
- 1992: Hans van Eijck
- 1996: Hans van Eijck (Alleen een update voor het Late Nieuws)
- 1997: Martijn Schimmer in opdracht van Hans van Eijck
- 1998: Bernhard Joosten
- 2001: Bernhard Joosten (Alleen een update voor het Ontbijtnieuws)
- 2003: Stephen Emmer
- 2007: Stephen Emmer
- 2014: Martijn Schimmer
- 2023: Martijn Schimmer (alleen remix voor Ontbijtnieuws)

Stephen Emmer heeft ook de leadermuziek voor de jaaroverzichten van 2001, 2002, 2003 en 2005 van RTL Nieuws gemaakt.
Voor het jaaroverzicht van 2004 is er een speciaal nummer gemaakt en gezongen door Fluitsma & Van Tijn, met een bijhorende videoclip. Martijn Schimmer heeft voor het jaaroverzicht 2017 de muziek gemaakt.

### Leader en vormgeving
De vormgeving werd eerder door externe bedrijven gemaakt. Sinds 2003 is RTL Creatie verantwoordelijk voor de vormgeving. In 2014 zijn Smörgåsbord Studio en Mark Porter Associates gevraagd voor de rebrand, waardoor de uitzendingen tussen november 2013 en mei 2014 moesten worden uitgezonden vanuit een tijdelijke noodstudio. Op RTL Z na worden de verschillende uitzendingen allemaal in dezelfde studio opgenomen. RTL Z heeft een eigen studio.
De studio is wit, maar de kleur wordt volledig veranderd door de verschillende lichtstanden. De tl-buizen, het licht onder en boven de schermen en het licht in de desk kunnen verschillende kleuren weergeven. In de studio staan drie grote groene chromakeyschermen. Hierop kan allerlei beeld geprojecteerd worden. Iedere nieuwsuitzending heeft een begin- en eindleader. De beginleader bestaat bij alle programma's uit beelden van Nederland, ingezoomd, van bovenaf. Tijdens de eindleader wordt meestal een camerashot van de zijkant van de studio gebruikt met een verwijzing naar sociale media of de website.